# Bartek, a varázslatos
A Bartek a varázslatos (eredeti cím: Bartok the Magnificent) 1999-ben megjelent amerikai 2D-s számítógépes animációs film, amelynek az 1997-ban bemutatott Anasztázia című rajzfilm spin-off-ja. Az animációs játékfilm rendezői és producerei Don Bluth és Gary Goldman. A forgatókönyvet Jay Lacopo írta, a zenéjét Stephen Flaherty szerezte. A videófilm a Fox Animation Studios gyártásában készült, a 20th Century Fox forgalmazásában jelent meg. Műfaja kalandos filmvígjáték.
Amerikában 1999. november 16-án, Magyarországon 1999 decemberében adták ki VHS-en.

## Cselekmény
Bartek egy különös denevér. Nem csak azért mert társaitól eltérően ő teljesen fehér – mivel ő albínó, de ő Raszputyin balkeze is. Ő Moszkva hőse. Most például az egész város, vagy legalábbis ő maga azt zengi, hogy mekkora nagy hős ez a különc denevér, hiszen még egy nagyon vad medvével is megküzdött és legyőzte. A hősi történet viszont csak addig áll, még ki nem derül, hogy az a bizonyos vadorzó medve igazából a denevér régi nagy barátja és egy vajszívű jószág, aki a légynek sem tudna ártani. Ennek ellenére, amikor a Baba Yaga elrabolja Iván cárt, Ludmilla helytartónő mégis az esetlen kis denevért kéri fel hogy segítsen.

## Szereplők
| Szereplő            | Eredeti hang                             | Magyar hang                        |
| ------------------- | ---------------------------------------- | ---------------------------------- |
| Bartek              | Hank Azaria                              | Fekete Zoltán                      |
| Zozi                | Kelsey Grammer                           | Konrád Antal Sárkány Kázmér (ének) |
| Ludmilla            | Catherine O’Hara                         | Csere Ágnes                        |
| Baba Yaga           | Andrea Martin                            | Igó Éva                            |
| Koponya             | Tim Curry                                | Kristóf Tibor                      |
| Piloff              | Jeniffer Tilly                           | Vándor Éva                         |
| Oble                | French Stewart                           | Bognár Tamás                       |
| Ivan Cárevics       | Phillip Van Dyke                         | Előd Álmos                         |
| Vol                 | Diedrich Bader                           | Barbinek Péter                     |
| Fő kozák            | Danny Mann                               | Bácskai János                      |
| Kislány             | Kelly Marie Berger                       | Patkó Csenge                       |
| Kisfiú              | Zachary Charles                          | Penke Bence                        |
| Szobalány           | Bonnie Hunt                              | Némedi Mari                        |
| Moszkva város lakói | F. Nagy Zoltán Rudas István Simon Eszter |                                    |

## Betétdalok
| Magyar                        | Magyar                          | Angol                  | Angol                                      |
| Dal                           | Előadó                          | Dal                    | Előadó                                     |
| ----------------------------- | ------------------------------- | ---------------------- | ------------------------------------------ |
| Baba Yaga                     | Bergendy-együttes               | Baba Yaga              | Stephen Flaherty Lynn Ahrens               |
| Bartek oly varázslatos        | Fekete Zoltán Bergendy-együttes | Bartok the Magnificent | Hank Azaria Glenn Shadix                   |
| Hisz benned is rejlik egy hős | Sárkány Kázmér Fekete Zoltán    | A Possible Hero        | Kelsey Grammer Hank Azaria                 |
| Férfi vendég van talán        | Igó Éva Bergendy-együttes       | Someone's In My House  | Andrea Martin Stephen Flaherty Lynn Ahrens |
| Más lesz Ludmilla             | Csere Ágnes                     | The Real Ludmilla      | Catherine O’Hara                           |

## Televíziós megjelenések
M2, HBO, Paramount Channel 